# Суперлига Србије у америчком фудбалу 2004.
САФС лига Србије у америчком фудбалу 2004. (данас Суперлига) била је прва сезона највишег ранга такмичења америчког фудбала у Србији. Прву титулу освојили су Вајлд борси Крагујевац.

## Клубови у сезони 2004.
У лиги је учествовало пет тимова и наступали су без опреме.
| Клуб                   | Место             |
| ---------------------- | ----------------- |
| Вукови Београд         | Београд           |
| Вајлд борси Крагујевац | Крагујевац        |
| Стидси Ниш             | Ниш               |
| Пантерси Панчево       | Панчево           |
| Сирмијум лиџонарси     | Сремска Митровица |

## Финале
Финална утакмица одиграна је на стадиону Чика Дача у Крагујевцу 7. новембра 2004. године пред око 2.500 гледалаца.
| Датум            | Клуб                   | Клуб           | Резултат |
| ---------------- | ---------------------- | -------------- | -------- |
| 7. новембар 2004 | Вајлд борси Крагујевац | Вукови Београд | 21:6     |

| Првак Суперлиге Србије 2004.     |
| -------------------------------- |
| Вајлд борси Крагујевац 1. титула |